# Кляйншмидт, Отто
Отто Кляйншмидт (13 декабря 1870, Требур — 25 марта 1954, Виттенберг) — известный немецкий евангелистский теолог, протестантский пастор; орнитолог и креационист, ввёл понятие типологической концепции вида в немецкую орнитологию.

## Биография
Отто родился в семье администратора фабрики Адольфа Карла Юлиуса Кляйншмидта († 04.11.1918) и его жены Анны Элизы Каролины Дрейдорф († 02.09.1907) в Требуре (Гессен). Дом семьи находился в нескольких милях от ещё нетронутой природой в любом направлении. Отто Кляйншмидт уже у юном возрасте сильно интересовался природой и миром птиц. К тому же исследовать и собирать было своего рода семейной традицией. Уже в возрасте 8 лет Отто изготовил свои первые чучела птиц.
Он посещал среднюю школу в городе Оппенхайм, после переезда — учился в школе в Майнце и в 1891 году поступил в университет Марбурга, желая посвятить себя изучению богословия. Слушал лекции в Берлинском университете имени Гумбольдта. Был ассистентом орнитолога Ганса фон Берлепша.
2 ноября 1899 стал протестантским пастором и служил в селе Нехаузен, район Мансфельд-Зюдгарц, земля Саксония-Анхальт; с 1910 годах — был пастором в соседнем селе Дедерштедт; с 1927 году — в городе Виттенберг.
Его теория Formenkreis повлияла на ранние идеи Эрвина Штреземана. Некоторые считали его одним из первых биогеографов. Его идея состоит в том, что сходные «формы» (виды), найденные в географически удаленных районах, могут быть объяснены «формированием колец» — с фиксированным набором признаков. Это позволило ему поддерживать креационизм при объяснении биогеографического сходства.

## Опубликованные труды
- Kleinschmidt O.  1897. [No title]. Journal für Ornithologie 45: 518—519.
- Kleinschmidt, O.  (1900) Arten oder Formenkreise? Journal für Ornithologie 48:134-139
- Kleinschmidt, O.  1921. Die Singvögel der Heimat Архивная копия от 22 февраля 2017 на Wayback Machine. Verlag von Quelle & Meyer, Leipzig.
- Kleinschmidt O.  1926. Der weitere Ausbau der Formenkreislehre. Journal für Ornithologie 74: 405—408.
- Kleinschmidt O.  1930. The Formenkreis theory and the progress of the organic world: A re-casting of the theory of descent and race-study to prepare the way for a harmonious conception of the universal reality. London, H.F. & G. Witherby.
- Kleinschmidt O.  1933 Kurzgefaßte deutsche Rassenkunde. Armanen-Verlag, Leipzig.
- Kleinschmidt O.  1933. Blut und Rasse. Die Stellung des evangelischen Christen zu den Forderungen der Eugenik. Unter Zugrundelegung eines am 18. April 1933 auf der zweiten Konferenz evangelischer Akademiker in Hannover gehaltenen Vortrags. Verlag Martin Warneck, Berlin.
- Kleinschmidt O.  1934—2000. Die Raubvögel der Heimat. Klassiker der Ornithologie. Aula-Verlag GmbH & Co. Wiebelsheim Die Raubvögel der Heimat — Predator Birds of the Homeland Архивная копия от 5 марта 2016 на Wayback Machine
- Kleinschmidt O.  1949. Die Kolibris.
- Kleinschmidt O.  1950. Der Zauber von Brehms Tierleben. (Neue Brehm-Bücherei) Geest&Portig. Lpzg. A.Ziemsen Vlg. Wittenberg/Lutherstadt.

## Другие источники
- Kleinschmidt A.  1950. Leben und Werk. Syllegomena Biologica. Festschrift zum 80. Geburtstage von Herrn Pastor Dr. Med. H.C. O. Kleinschmidt, Lutherstadt Wittenberg am 13. Dezember 1950 eds, A. von Jordans & F. Peus pp. 1-31. Leipzig: Wittenberg.
- Clancey P. A. 1950. Some appreciative remarks on the work of Dr Otto Kleinschmidt by a British avian taxonomist. Syllegomena Biologica. Festschrift zum 80. Geburtstage von Herrn Pastor Dr. Med. H.C.O. Kleinschmidt, Lutherstadt Wittenberg am 13. Dezember 1950 eds, A. von Jordans & F. Peus, pp. 31-34. Leipzig: Wittenberg.